# Nijō-in no Sanuki
Nijō-in no Sanuki (二条院 讃岐, née vers 1141 et morte vers 1217) est une poétesse japonaise de la fin de l'époque de Heian et du début de l'époque de Kamakura. Nai est aussi connue comme Sanuki (内 讃 岐) ou Sanuki Chugu (中 宫 讃 岐).
Elle est la fille de Minamoto no Yorimasa et Minamoto no Masayori. Sanuki est dame d'honneur du Tennō Nijō et, après sa mort en 1165, elle épouse Fujiwara no Shigeyori. En[1190, elle devient servante de l'impératrice Kujō Ninshi, épouse de l'empereur Go-Toba, puis quitte ses fonctions, devient nonne bouddhiste et se retire du monde en 1196.
Elle fréquente les cercles poétiques des empereurs Go-Toba et Juntoku et participe à plusieurs compétitions de waka. Sa collection personnelle de poèmes s'appelle In no Sanuki Nijō-shu (二条 院 讃 岐 集?). Elle est un des poètes de waka les plus respectés de son temps et compte parmi les trente-six poétesses immortelles (Nyōbō sanjūrokkasen). Un de ses poèmes est inclus dans l'anthologie Ogura hyakunin isshu. D'autres figurent dans l'anthologie impériale Senzai wakashū.

## Source de la traduction
- (de) Cet article est partiellement ou en totalité issu de l’article de Wikipédia en allemand intitulé « Nijō-in no Sanuki » (voir la liste des auteurs).